# 毛果茶藨子
毛果茶藨子（学名：Ribes moupinense var. pubicarpum）为虎耳草科茶藨子属下的一个变种。

## 扩展阅读
- 維基物種上的相關：毛果茶藨子